# L'Estrella

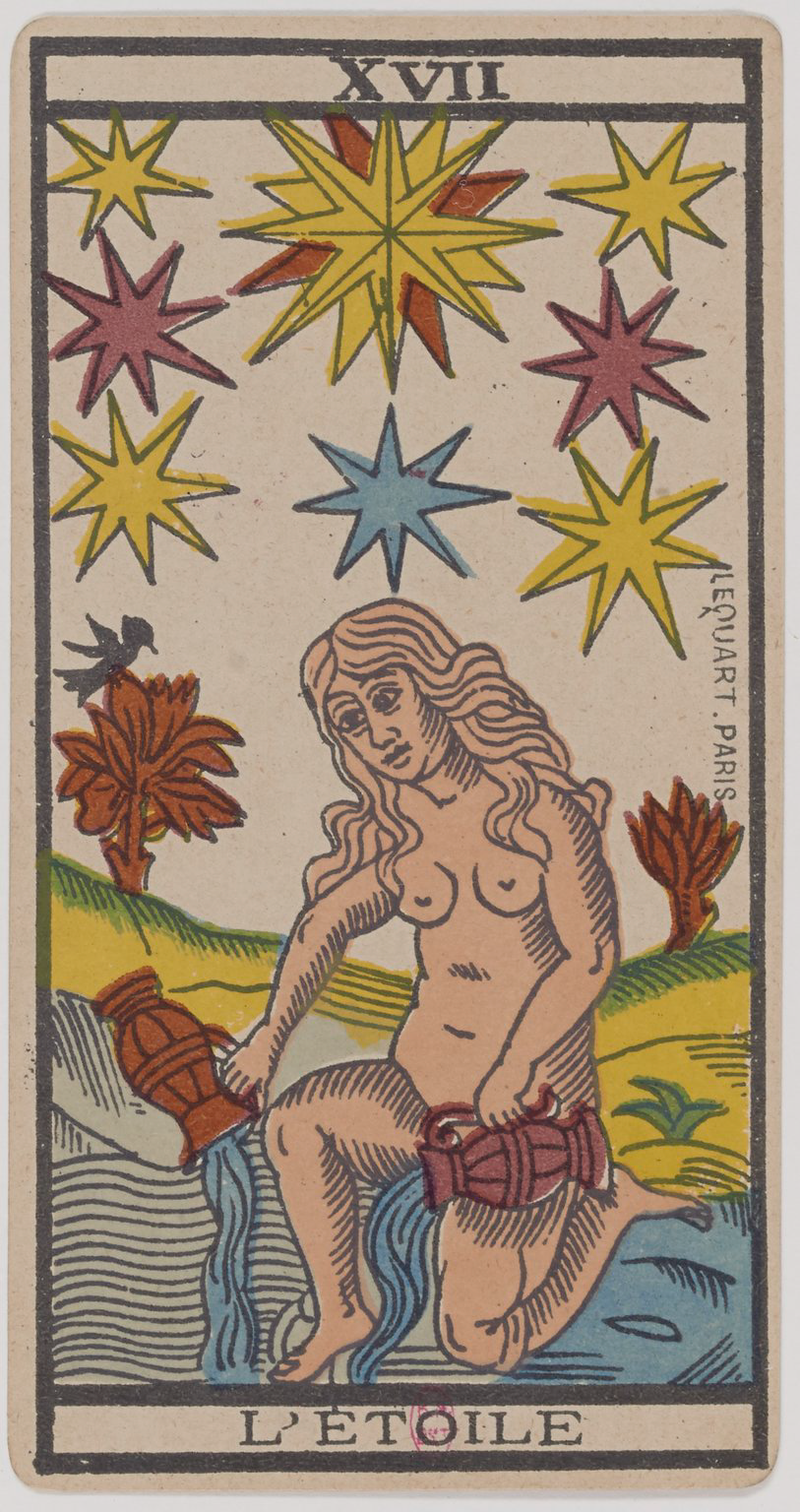
L’Estrella, dissetè arcà major del tarot. Representació del Tarot de Marsella

L'Estrella (XVII) és el dissetè trumfo o Arcà Major en les baralles de tarot i s'utilitza tant per als jocs populars de tarot com en la cartomància.

## Descripció
Una dona jove, agenollada amb el genoll esquerre a terra, té una gerra en cada mà i buida el contingut d'una d'elles en una superfície d'aigua (podria ser un riu, un estanc o la mar) i l'altra en la vorera, sobre la terra o l'arena. En el cel s'hi poden comptar varies estrelles (el seu nombre varia segons la baralla, però sol oscil·lar entre sis i vuit, essent aquest darrer el més comú), d'entre les quals destaca la central, que és més gran que les demés. La dona es troba despullada, amb els cabells caient-li sobre les espatlles i l'esquena, amb una mirada que sembla aliena a la feina que fa. Una planta petita brota prop de la ribera, mentre que en el fons destaquen dos arbustos de major altura, un dels quals té una silueta d'una au a sobre.

## Interpretació
L'Arcà XVII representa el primer ésser humà nu del Tarot, abans dels Arcans XVIIII, XX i XXI. Amb ell comença l'aventura de l'ésser que ha arribat a la puresa, al despreniment. Més enllà del que sembla, l'Estel no té res a amagar, només ha de trobar un lloc en la terra. De fet, Jodorowsky explica que "simbòlicament, l'Estel representa el guia espiritual que portem dins, relacionat amb les forces més profundes de l'univers, amb la divinitat. És allò desconegut del nostre interior i en la qual cosa podem tenir fe: la nostra «bona estrella»".
Es tracta d'una carta d'inspiracions, d'orientació. No dona respostes finals ni soluciona els nostres problemes pràctics, però ens porta la serenitat necessària per trobar per nosaltres mateixos aquestes respostes i solucions. Si hem passat una època difícil, aquest arcà pot interpretar com l'anunci d'un nou començament, més positiu i esperançador.
Des del punt de vista de la tasca psicològica, podria dir-se que L'Estrella, al purificar el seu passat, purifica el seu futur i el seu entorn. dona a el que l'envolta i a si mateixa, sense demanar res a canvi. A mesura que la seva acció es desenvolupa, fertilitza i aclareix el paisatge, terra, sorra, arbres, aigua.
Edith Waite també incideix en el seu missatge de guia, d'estrella que il·lumina el camí però, a més, fa notar que la seva llum no és un flaix enlluernador, com la del llamp de la Torre (que és l'arcà que precedeix aquest), sinó un esplendor suau que encalenteix i conforta però sense cremar ni destruir. "Després que el llampec de la Torre ha destruït el fals camí que seguíem, la llum de l'Estrella, més suau i més amable, ens guiarà cap al camí correcte".
Segons La clau pictòrica del tarot de A.E. Waite, l'Estrella conté diverses associacions endevinatòries: pèrdua, robatori, privació, abandonament, perspectives brillants. Per altra banda, si surt invertit pot parlar d'arrogància, de supèrbia o d'impotència.
| Precedit per: La Torre (XVI) | Arcans majors del Tarot | Succeït per: La Lluna (XVIII) |

L'estrella (XVII)
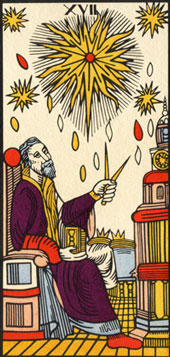
Tarot Vieville, cap a 1650.
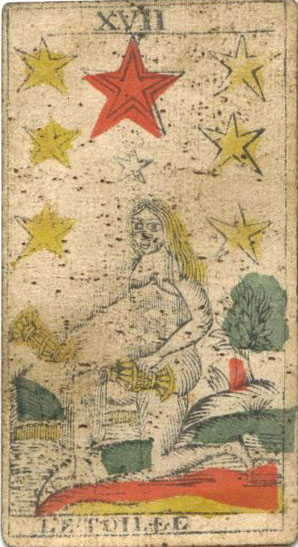
Tarot de Besançon, cap a 1820 –1830.
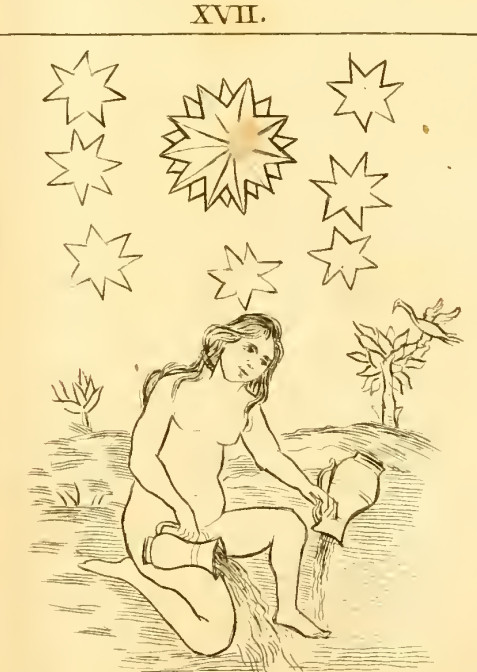
Disseny del trumfo del tarot d'Antoine Court de Gébelin per al seu assaig Du Jeu des Tarots, 1781.
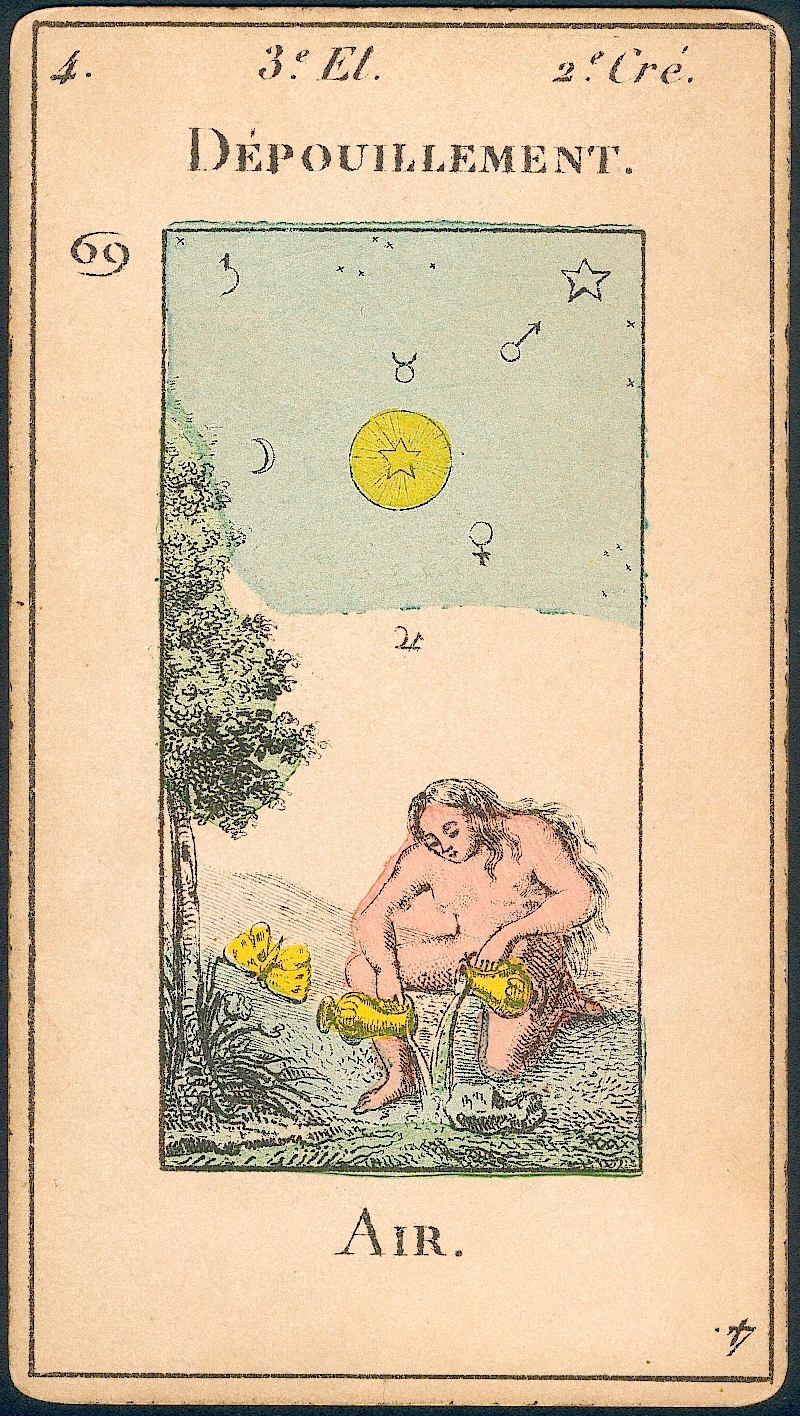
Tarot d'Etteilla, cap a 1890
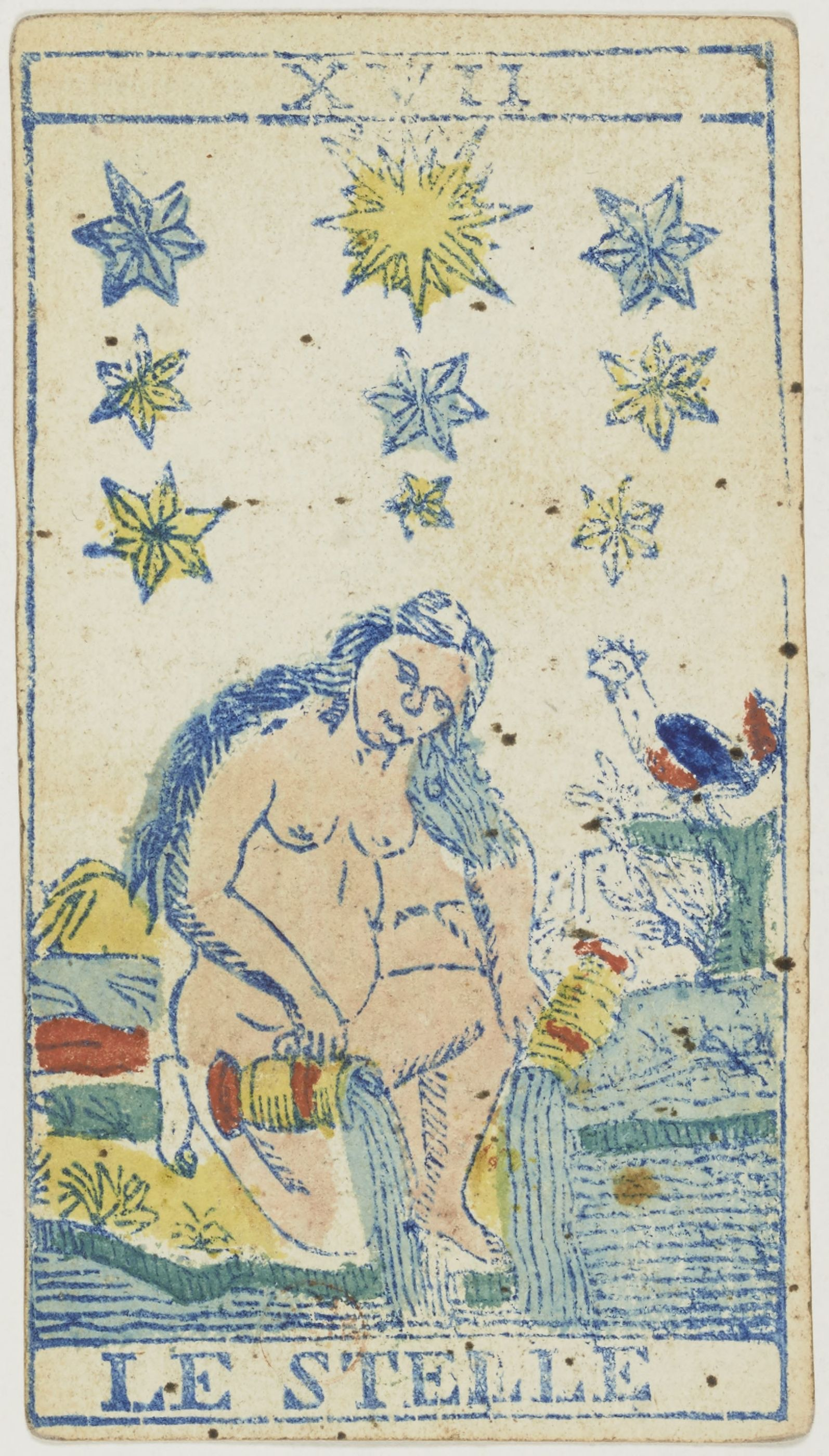
Tarot Piemontès, 1865.
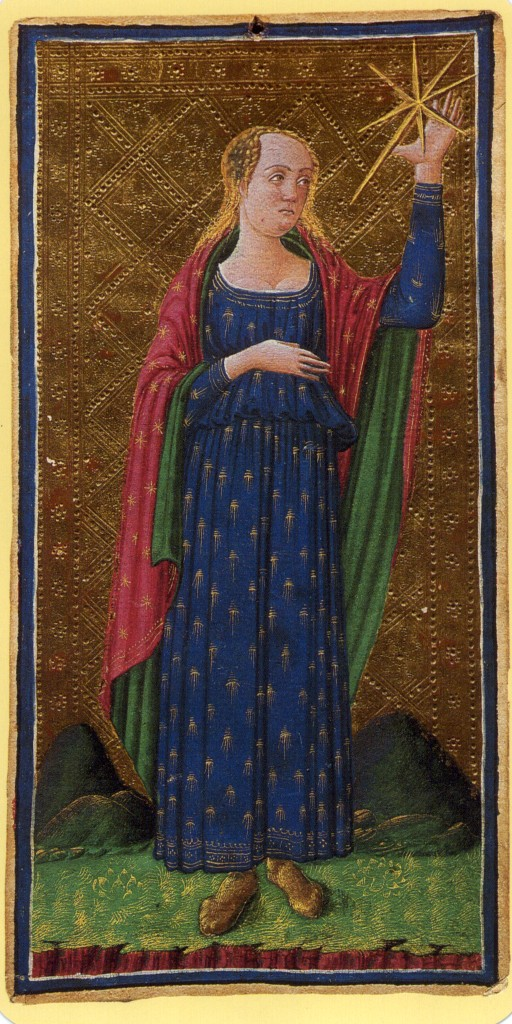
Tarot Visconti-Sforza, entre 1440 i 1470.
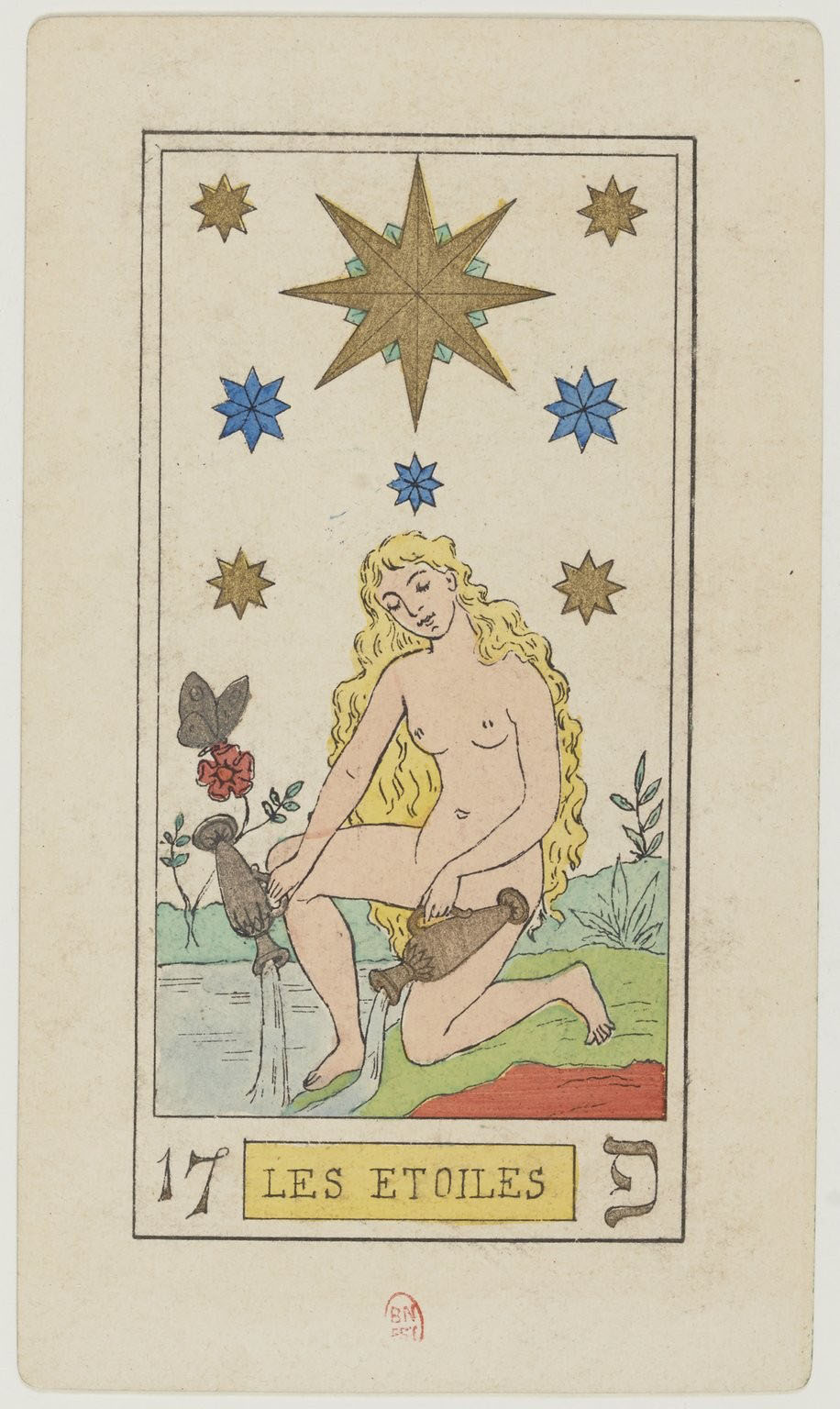
Tarot d'Oswald Wirth, 1889.
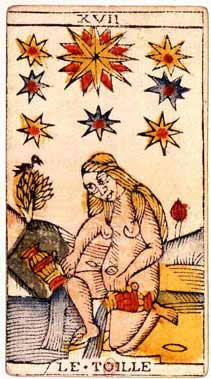
Tarot de Jean Dodal, entre 1701 i 1715.
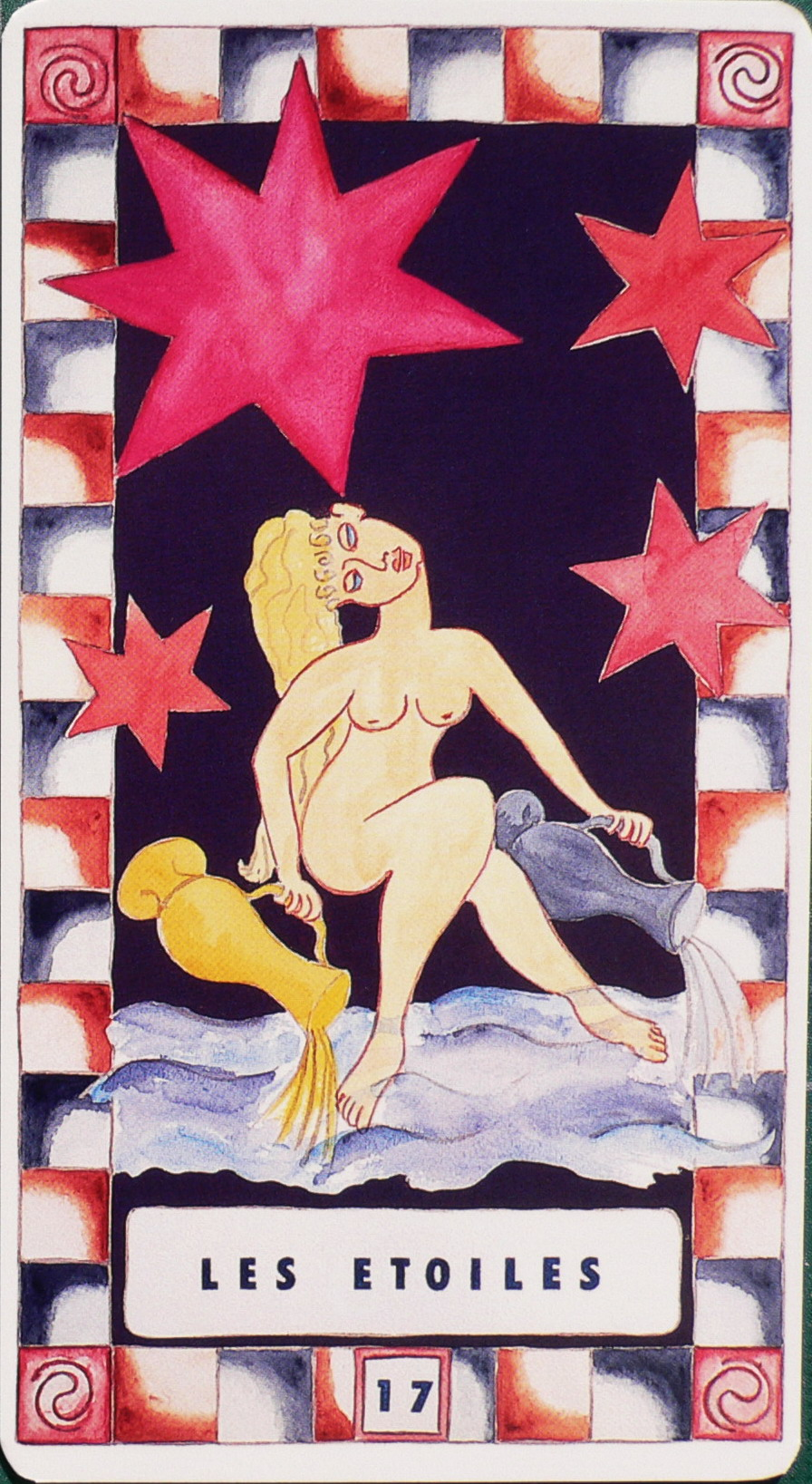
Tarot Zanoni, 1993.
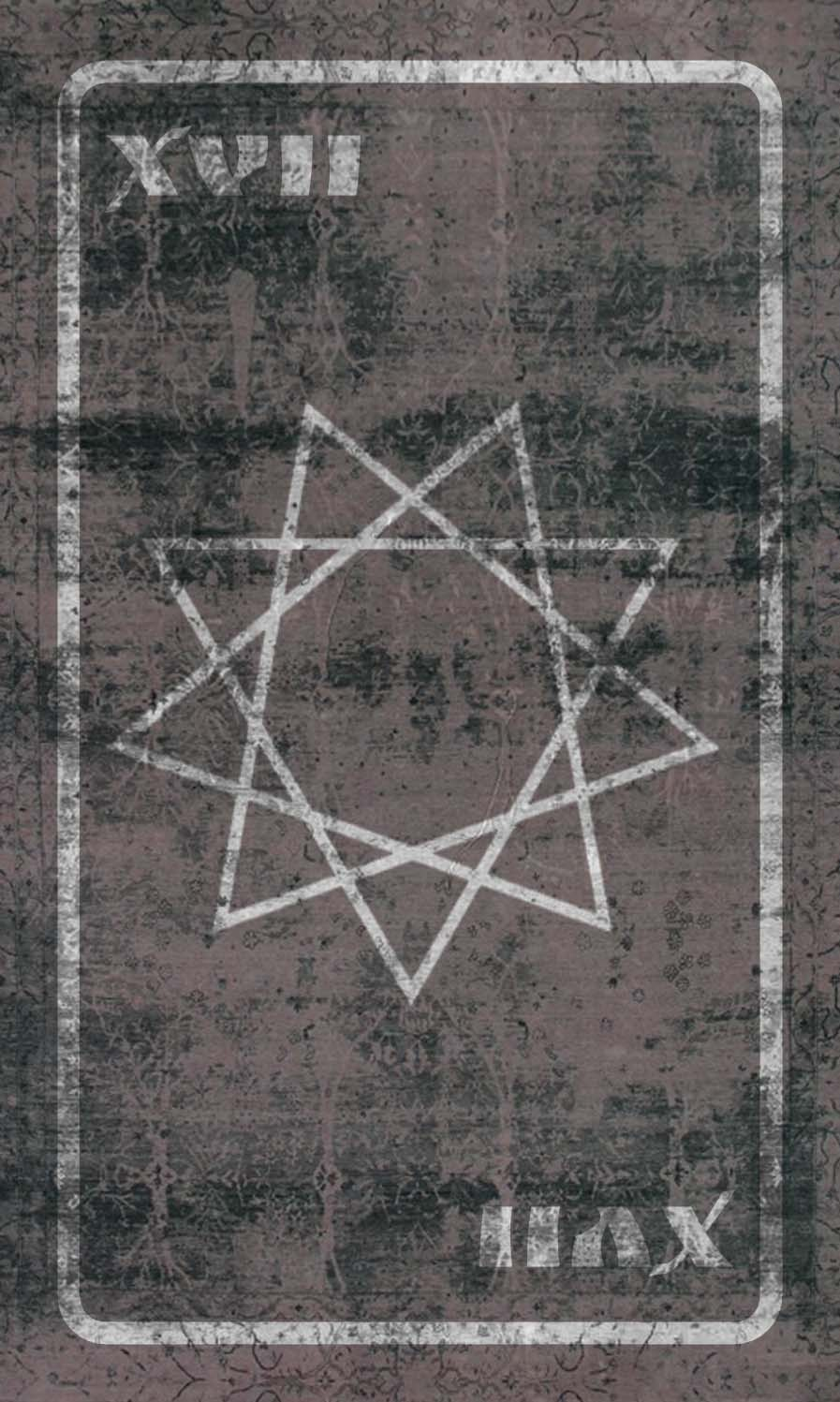
Tarot Satànic, 1996.
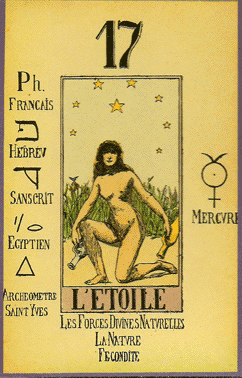
Disseny de l'arcà per al llibre de Papus Le Tarot Divinatoire. Le Livre des Mystères et les Mystères du Livre. Clef du tirage des cartes et des sorts. Avec la reconstitution complète des 78 lames du Tarot Égyptien et de la méthode d'interprétation. Les 22 arcanes majeurs et les 56 arcanes mineurs (1909).